# سوسن عقربي
السوسن العقربي هي نوع من النباتات المزهرة في سلالة Scorpiris من جنس السوسن في الفصيلة السوسنية. يتميز هذا النبات المعمر المنتفخ من جنوب أوروبا و شمال إفريقيا بأوراق خضراء لامعة طويلة وجذع قصير وأزهار معطرة كبيرة بدرجات مختلفة من اللون الأزرق.

## وصف

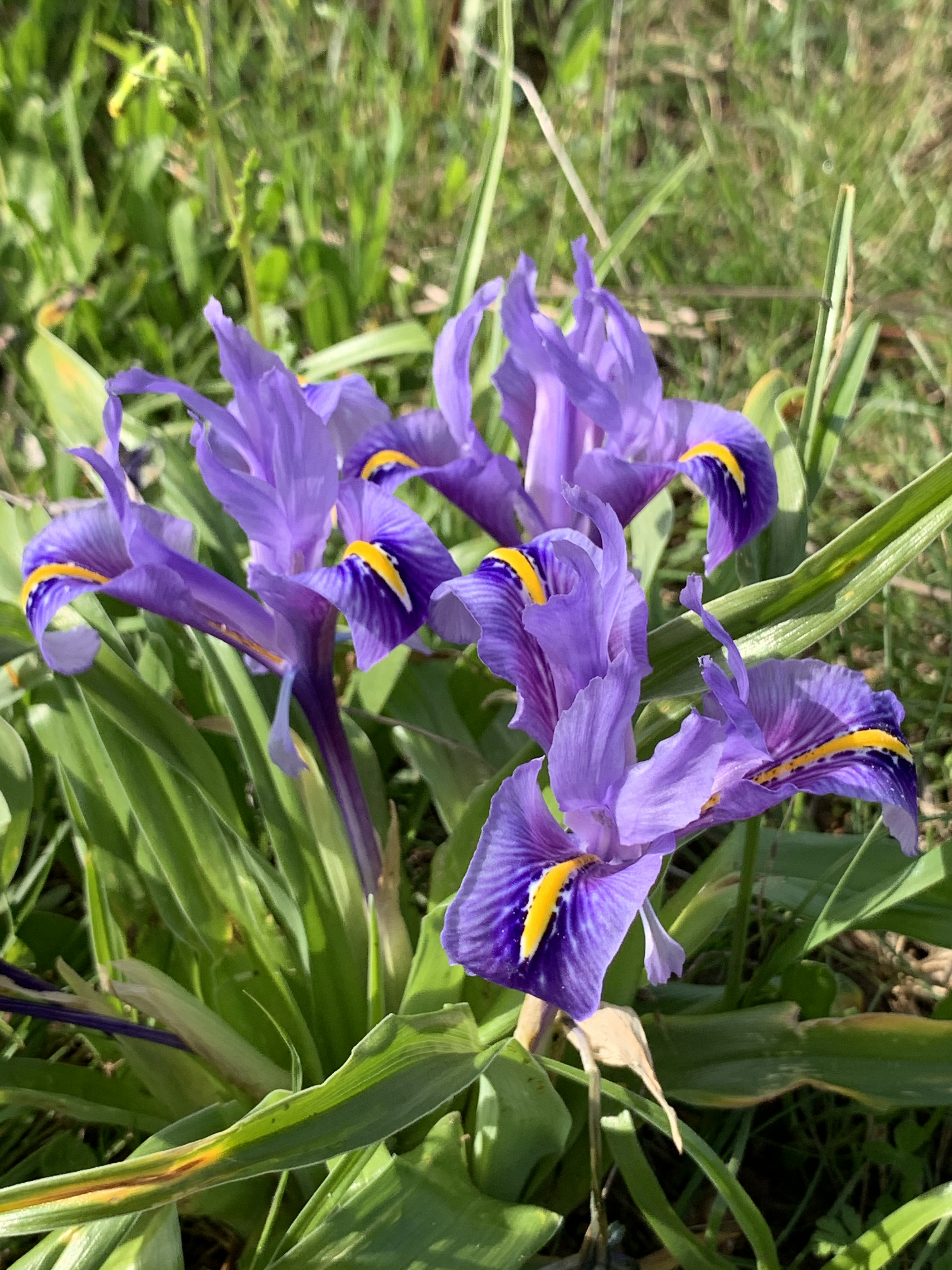
سوسن عقربي في البرية بالقرب منالواس Elvas, البرتغال

الأوراق الخضراء اللامعة التي يصل طولها حتى 10–30 سنتيمتر (3.9–11.8 بوصة) و1-3 سم عرضاً  يمكن أن يخفي الجذع القصير  في وقت التزهير. الأوراق رمحية الشكل، تبدأ ضيقة عند مستوى التربة وتنمو إلى حد ما. يُنظر إليها على أنها يحتوي على واحدة من أكبر الأزهار في الفصيلة الفرعية Scorpiris.
يمكن أن تبدأ في الإزهار في ديسمبر،  في يناير أو فبراير. في البرية من المعروف أنها تزهر في أواخر الخريف. الزهور لها رائحة خفيفة،  والتي يمكن وصفها بأنها حارة.
إنه نبات قصير، قوي البنية، له ما يصل إلى ثلاث أزهار كبيرة لكل ساق،  والتي يكون قطرها بشكل عام 6-7 سم وطولها 8-18 سم. الشلالات هي 5-8 الطول والمعايير 2 سم طويل. يمكن أن يصل ارتفاع النبات إلى 10–15 سنتيمتر (3.9–5.9 بوصة) كحد أقصى طويل القامة.
يحتوي النبات على أزهار بدرجات مختلفة من اللون الأزرق،  من البنفسجي المزرق،  أزرق سماوي لامع،  وأزرق أرجواني،  مثل أنواع السوسن الأخرى، له زوجان من البتلات، 3 كؤوس كبيرة (خارجية بتلات), والمعروفة باسم «السقطات» و 3 بتلات داخلية أصغر حجماً (أو tepals), والمعروفة باسم «المعايير». الشلالات لها عروق زرقاء داكنة وقمة صفراء على الحواف. ليس لها لحية. من حين لآخر، يمكن العثور على أشكال من الأزهار البيضاء في البرية.
يحوي النبات على حبوب لقاح صغيرة على شكل كرة مع أشواك صغيرة.
الكبسولة مستطيلة، لاطئة، مثل تلك الموجودة في نباتاللحلاح على سطح التربة في وسط الأوراق. لها بذور بنية يمكن أن تكون كبيرة بحجم حبة البازلاء.

## التصنيف
الاسم نباتي لـ «بلانيفوليا» مشتق من الكلمة اليونانية التي تعني «أوراق مسطحة».
تم نشره لأول مرة بواسطة T.Durand and Schinz في ' Conspectus Floræ Africæ' رقم 5. في عام 1894م. لكن تحت اسم سوسن الاتا Iris alata.
اعترف Fiori فيوري وباوليتي في 'Flora Analytica d'Italia', أن هذا النوع هو جنس من السوسن من دخول Millers الأصلي لـ Xiphium planifolium. لسنوات عديدة كان هذا معروفا تحت المرادف. Iris alata بواسطة Poir وسجلت في قائمة مراجعة عام 1939م. مزيد من البحث ثم أخذ أصل النبات إلى عام 1894م.
سوسن عقربي هو الاسم المقبول من قبل RHS حالياً،  وقد تم التحقق منه من قبل وزارة الزراعة الأمريكية وخدمة البحوث الزراعية في 4 أبريل 2003م وتم تحديثه في 3 ديسمبر 2004م. ملحوظة؛ يوجد لسوسن عقربي Iris planifolia أكثر من 20 مرادفاً مختلفاً. انظر القائمة في صندوق المعلومات على اليمين. Iris alata (المعروف أيضاً باسم 'Scorpion Iris') هو المرادف الأكثر شيوعاً.

## الانتشار والموطن
موطنها الأصلي في مناطق البحر الأبيض المتوسط في كل من أوروبا وشمال إفريقيا. وهي النوع الوحيد من جنس Juno الذي يمكن إيجاده في أوروبا.

### النطاق
توجد في جزيرة كريت و اليونان و صقلية و إسبانيا و البرتغال  و سردينيا  (داخل شمال إفريقيا) في الجزائر و ليبيا و تونس و المغرب.
يمكن العثور على الأشكال البيضاء لسوسن عقربي في الأندلس.

### الموطن
تتواجد سوسن عقربي على سفوح التلال الصخرية،  والتي تكون رطبة بشكل عام في الشتاء وجافة في الصيف.

## زراعة

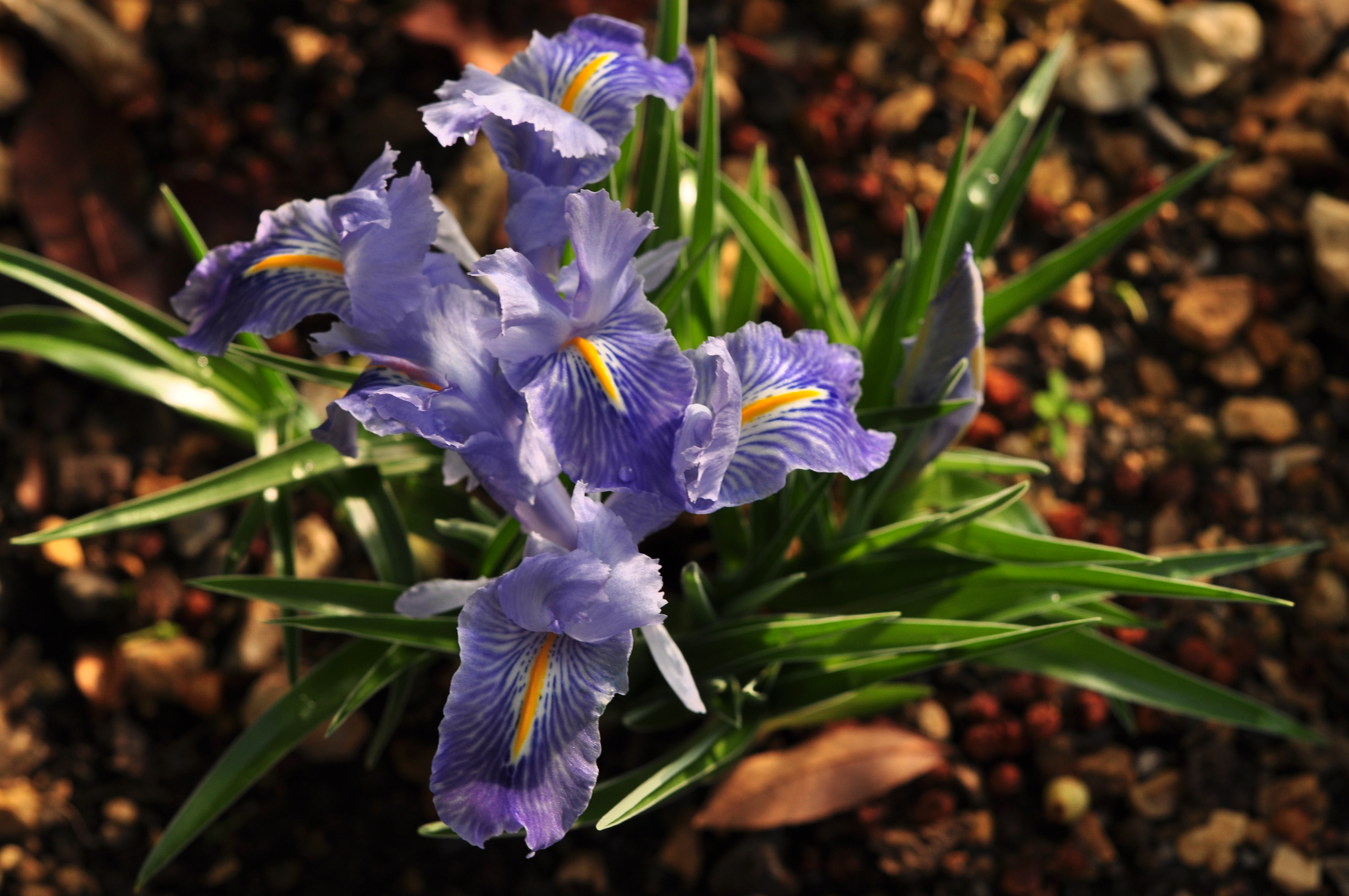
سوسن عقربي في حديقة برن النباتية

بحسب وزارة الزراعة الأمريكية فهي شديدة التحمل من الدرجة 3.
البصلة نبات قصير العمر. ينمو بشكل أفضل في المملكة المتحدة، في إطار بصلة. في القدور أو يفضل وضعها في الأرض.
يمكن أيضاً زراعتها في أواني. لكن يجب ألا يقل طول الأواني عن 30 سم (أو 1 قدم), للسماح بمساحة أكبر لنمو الجذر.
يحتاج إلى تهوية جيدة للوقاية من المرض،  ولكن يمكن أن تكون عرضة للعدوى الفيروسية. مما يتسبب في فقدان النمو، ويؤدي إلى شحوب أوراق الشجر أو ظهور خطوط عليها. يجب تدمير النباتات المصابة لوقف تلوث النباتات الأخرى.
لتحقيق نمو جيد في العام التالي، يفضل فترة إنضاج جاف ودافئ في الصيف،  في التربة شديدة التصريف.
يمكن أن تتكاثر بشكل طبيعي لأنها تتشكل كتل من البصلات، يمكن تقسيمها، عن طريق نثرها بعناية شديدة في أواخر الصيف. يجب الحرص على عدم إتلاف الجذور اللحمية.